# Edouard Bizimana

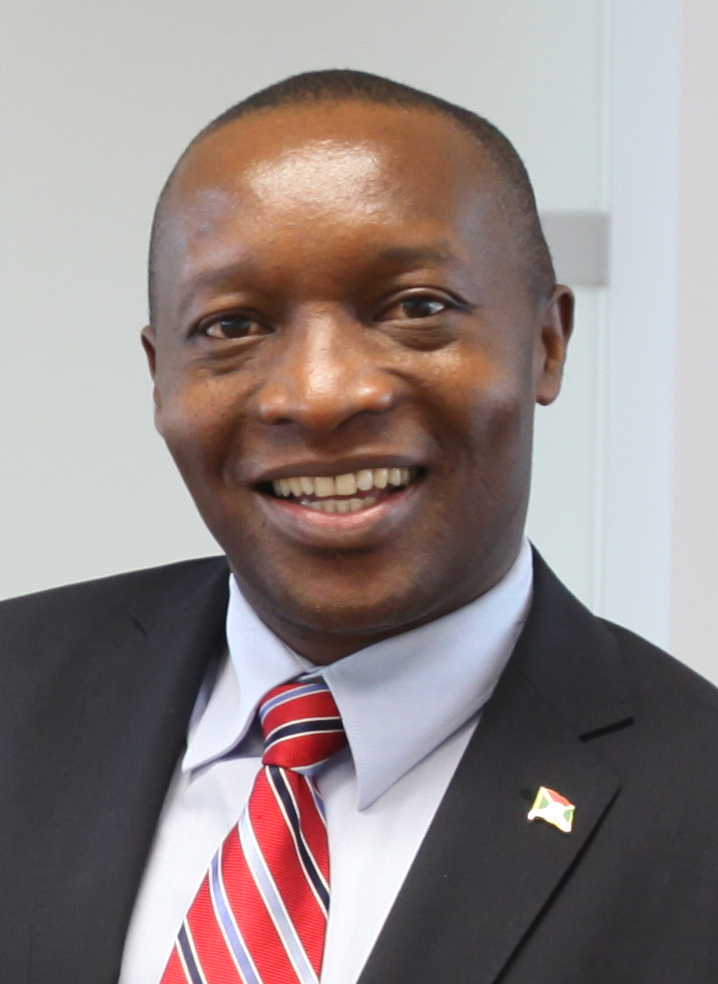
Edouard Bizimana bei der Akkreditierung bei der UNIDO in Wien, September 2014

Edouard Bizimana (* 10. Februar 1968 in Burundi) ist ein burundischer Diplomat. Er war von 2012 bis 2016 der burundische Botschafter in Deutschland. Er ist der aktuelle burundische Botschafter in Russland.

## Leben
Edouard Bizimana absolvierte 1990 das Lyzeum in Rusengo in der burundischen Provinz Ruyigi. An der Universität von Burundi in Bujumbura studierte er von 1990 bis 1993 an der Fakultät für Sprache und Englischer Literatur. An der Universität Yaoundé I in der kamerunischen Hauptstadt Yaoundé studierte er von 1996 bis 1998 und machte einen Bachelor-Abschluss in Modern English Letters. Ein Diplom (DESS) im Fachbereich Internationale Beziehungen erhielt er im Jahr 2000 am Institut des Relations Internationales du Cameroun (IRIC) der Universität Yaoundé II. Dort promovierte er 2003 zum Thema „Bewaffnete Konflikte und Umweltschutz in der Great Lakes Region“. Während seines Studiums absolvierte er Praktika unter anderem beim kamerunischen Außenministerium, beim kamerunischen Leichtathletikverband und dem Institute for Diplomatic Studies in Kairo.
Edouard Bizimana ist verheiratet und Vater von vier Kindern.

## Diplomatischer Werdegang
Seit 2004 arbeitete Edouard Bizimana für das burundische Außenministerium, zuerst als Berater des Generaldirektors für Zusammenarbeit mit Europa, Nordamerika und Nichtregierungsorganisationen, ab 2006 war er stellvertretender Protokollchef in der Abteilung der zweiten Vizepräsidentin Marina Barampana und von 2007 bis 2010 erster Botschaftsrat an der burundischen Botschaft in Washington, D.C. Im burundischen Ministry of External Relations and International Cooperation war er seit Februar 2010 zuständig für internationale und regionale Organisationen. Kurze Zeit später wurde er Ministerialrat im burundischen ständigen Forum für politische Parteien.
Am 22. Juni 2012 wurde Edouard Bizimana zum Botschafter in Berlin ernannt. Er war mitakkreditiert für Österreich, den Vatikan, Tschechien, die Slowakei und bei den Organisationen der Vereinten Nationen in Wien. Das Amt bekleidete er bis 2016. Seine Nachfolgerin in Deutschland war Else Nizigama Ntamagiro. Er ist der aktuelle burundische Botschafter in Moskau.

## Veröffentlichungen
- Quelle diplomatie pour les pays post-conflit? Harmattan, Paris 2008, ISBN 978-2-296-06642-7.